# Душан Грк
Душан Грк (Кљенци, код Стоца, 7. април 1906 — Подгорица, 15. март 1994) био је учесник Народноослободилачке борбе, друштвено-политички радник СФР Југославије и СР Босне и Херцеговине и народни херој Југославије.

## Биографија
Рођен је 7. априла 1906. године у селу Кљенци, код Стоца. Рано је остао без родитеља, па се од ране младости бринуо за вишечлану породицу. До Другог светског рата радио је као земљорадник, сезонски радник и шофер.
За време Априлског рата 1941, налазио се у 61. пуку, као командир топовског одељења. До 16. априла је учествовао у борбама против италијанске војске код Скадра, након чега се вратио кући.
После капитулације Југославије, укључио се у припреме за оружани устанак. Учествовао је у формирању устаничке чете из општина Дивин и Берковићи. Ова чета је обезбеђивала велики збег становништва у селу Јабуке, између Кубаша и Засаде, а 27. јула је поразила усташе код Предоља. Крајем августа, Душан је са својом четом учествовао у разбијању усташко-домобранских гарнизона у Берковићима, Дивину, Плани и Билећи.
У септембру и октобру, Душан је радио на оснивању и организовању партизанских јединица. У октобру је примљен за члана Комунистичке партије Југославије (КПЈ). Тада је био командир партизанске чете у Милавићима. Крајем децембра, био је постављен за политичког комесара Столачког партизанског батаљона. Крајем марта 1942. године, био је постављен за заменика команданта Јужнохерцеговачког партизанског одреда. Душан је у овом одреду учествовао у успешним борбама против италијанских и усташких јединица код Храсна и Пребиловца крајем априла и почетком маја 1942. године.
Од марта 1942. године, Грк је био члан Среског комитета КПЈ за Столац и политички радник на терену. Крајем маја, четници и италијански војници су напали партизанску болницу у Звијерини и заробили неколико партизанских руководилцаца, међу којима и Душана. Исте ноћи, успео је да побегне из затвора и са групом бораца пробио се до Оперативног штаба НОПО за Херцеговину. Затим је са херцеговачким и делом снага Прве пролетерске бригаде учествовао у разбијању четника и ослобађању партизанске болнице.
Јуна 1942, после повлачења из Херцеговине, Душан је био постављен за заменика команданта Првог батаљона Десете херцеговачке бригаде, а од октобра је био командант батаљона. Почетком јануара 1943, по наређењу Штаба Десете херцеговачке бригаде и одобрењу Централног комитета КПЈ, био је упућен из Модрика на Влашићу са групом бораца на партијски рад у Херцеговину, са задатком да окупи и повеже партијске организације. Пошто је крајем јануара 1943. стигао, у столачком крају је повезао партијске организације и формирао Јужнохерцеговачки партизански одред. Тада је био изабран и за члана Окружног комитета КПЈ за средњу Херцеговину.
После продора Десете херцеговачке бригаде у Херцеговину априла 1943, Јужнохерцеговачки одред је као батаљон ушао у састав бригаде, а Душан је био постављен за његовог команданта. Батаљон је учествовао у свим борбама бригаде током Битке на Сутјесци.
После повратка у Херцеговину крајем јуна 1943, Душан је постао члан Среског комитета КПЈ за Столац. Од октобра је био председник Среског НОО-а, а од 1944. Окружног НОО-а за јужну Херцеговину и члан Окружног комитета КПЈ за јужну Херцеговину. Од септембра 1944, био је члан Обласног одбора НОФ-а за Херцеговину и Обласне народноослобдилачке скупштине за Херцеговину. Био је и већник и члан ЗАВНОБиХ-а и АВНОЈ-а. Од краја 1944. до октобра 1945. године, био је председник Обласног одбора НОФ-а Херцеговину.
После рата, вршио је многе одговорне дужности у Стоцу и Мостару, а поред тога је био и члан Главног одбора ССРН НР БиХ, од 1947. до 1960, члан Савезног одбора ССРН Југославије, члан Главног одбора СУБНОР-а СР БиХ до 1973. и члан Савезног одбора СУБНОР-а Југославије. Био је посланик републичке и Савезне скупштине СФРЈ у више сазива.
Умро је 15. марта 1994. у Подгорици. Сахрањен је у Алеји народних хероја на Новом гробљу у Београду.
Носилац је Партизанске споменице 1941. и многих југословенских одликовања, међу којима су — два Ордена за храброст, Орден партизанске звезде са сребрним венцем и Орден заслуга за народ са сребрним зрацима. Орденом народног хероја одликован је 23. јула 1952. године.